# Demetrius Treadwell
Demetrius Treadwell (Cleveland, Ohio, 10 de noviembre de 1991) es un jugador de baloncesto estadounidense que actualmente juega en el Krepšinio klubas Prienai de la Lietuvos Krepšinio Lyga. Mide 2,01 metros, y juega en la posición de ala-pívot.

## Trayectoria deportiva
Jugó durante 4 temporadas en los Akron Zips y tras no ser elegido en el Draft de la NBA de 2015 debutó como profesional en el Estudiantes Concordia, de la Liga Nacional de Básquet, la primera categoría en importancia del baloncesto argentino.
En 2015, llega a Israel donde disputaría dos temporadas en las filas de Hapoel Gilboa Galil y Hapoel Afula, antes de firmar en 2017 por el Hapoel Eilat.
El 17 de enero de 2021, firmó por el Krepšinio klubas Prienai de la Lietuvos Krepšinio Lyga.